# Jeff Wall
Pour les articles homonymes, voir Wall.
Jeffrey « Jeff » Wall (né le 29 septembre 1946 à Vancouver) est un photographe plasticien canadien. 
Il a soutenu une thèse sur le mouvement Dada et a enseigné l'histoire de l'art au Canada.
Ce photographe contemporain doit son importance au fait qu'il renouvelle le mode de fabrication de la photographie documentaire et amène le spectateur à remettre en cause et à modifier sa perception de la réalité.

## Travail
Issu de l’art conceptuel, Jeff Wall fonde son œuvre dans les années 1970, en reprenant le programme de Baudelaire et Manet : peindre la vie moderne. Il remplace le Paris de la fin du XIXe siècle par le Vancouver de la fin du XXe siècle et choisit la photographie comme outil de représentation. 
Sa première photographie célèbre, La Chambre détruite, s'inspire de La Mort de Sardanapale de Delacroix.
Les photographies qu'il propose sont souvent inspirées d'œuvres d'art classique réinterprétées par le prisme photographique comme A Sudden Gust of Wind (en) du peintre japonais Hokusai ou Picture for Women (en), reprise explicite d'une œuvre de Manet (Un bar aux Folies Bergère, 1882).
Ses œuvres sont des photographies de très grand format, comparables à de grandes toiles. Elles sont montées sur des caissons lumineux muraux semblables à ceux utilisés pour les panneaux publicitaires. 
Avant les années 1970, cette technique n'était pas utilisée par des plasticiens. Jeff Wall inaugure alors cette pratique qui trouvera son prolongement chez de nombreux photographes dans les années 1980 et 1990.
Les photographies de Jeff Wall pourraient être qualifiées de « photographies de cinéma », dans la mesure où elles résultent de mises en scène minutieusement calculées, pour un résultat final donnant l'illusion d'une photographie documentaire ou d'un cliché tiré de la « réalité ».
Il considère que l'artiste transmet la représentation de l'évènement tandis que le journaliste figure la réalité.
Une ligne de coupure apparaît sur plusieurs de ses œuvres (par ex. Picture for Women)
Il fait souvent appel à des acteurs. Il utilise parfois la vidéo, comme outil de préparation de ses photographies. Ses photos sont la représentation du mouvement. La vidéo lui permet de contrôler tous les aspects du mouvement.
Parfois, ses personnages sont grotesques et ressemblent à des spectres. Trois personnages de sa fresque sur l'Afghanistan (Dead Troops Talk. )ont cette attitude. Et ce sont des spectres revenant d'outre-tombe.

## Prix et récompenses
- 2002 : Prix international de la Fondation Hasselblad[2].
- 2003 : Prix Haftmann

## Œuvres
- 1978 : La Chambre détruite.
- 1979 : Picture for Women (en)[3].
- 1980 : Steve's farm.
- 1980 : The Bridge, Musée municipal de La Roche-sur-Yon
- 1983 : No, Frac Aquitaine.
- 1984 :
  - Bad goods.
  - Milk.
- 1985 : Diatribe.
- 1986 : The Thinker
- 1987 : The Old Prison.
- 1988 : An Eviction
- 1990 :
  - An Octopus
  - Some Beans.
- 1992 : Dead Troops Talk.
- 1993 :
  - A sudden gust of wind.
  - Restauration.
- 1994 :
  - Insomnia.
  - Untangling, au Kunstmuseum, à Wolfsbourg.
- 1995 : Jello.
- 1996 : Citizen.
- 1998-2000 : The Flooded Grave.
- 1999 : Morning Cleaning, Mies van der Rohe Foundation, Barcelona.
- 1999-2000 : After ‘Invisible Man’ by Ralph Ellison, the Prologue
- 2000 : Tattoos and Shadows.
- 2005 : A woman consulting a catalogue, au musée de Grenoble, à Grenoble
- 2006 : Shop Window, Rome.
- 2007 :
  - War Game.
  - Tenants.
  - Cold Storage.
- Knife Throw, 2008, au musée national d'art moderne, à Paris

## Expositions
- 1999 : Jeff Wall : Œuvres 1990-1998, exposition réunissant une trentaine d'œuvres réalisées au cours de la décennie précédente témoignant des nouveaux développements de sa pratique avec notamment le recours à l’ordinateur pour la composition et la manipulation de ses images, Musée d'art contemporain de Montréal, du 12 février 1999 au 25 avril 1999 [4]
- 2005 : Jeff Wall, Photographs 1978 - 2004, Schaulager, Bâle[5],[6].
- 2007 : Rencontres d'Arles, France.
- 2015 : Smaller Pictures, Fondation Henri-Cartier-Bresson, Paris, du 9 septembre 2015 au 20 décembre 2015[7],[8].
- 2018 : Jeff Wall - Appearance, Musée d'Art moderne Grand-Duc Jean, Luxembourg, du 5 octobre 2018 au 6 janvier 2019[9].
- 2024 : Jeff Wall, Fondation Beyeler, Bâle/Riehen, du 28 janvier 2024 au 21 avril 2024 [10],[11],[12].
- 2025 : Time Stands Still. Photographs, 1980–2023 (Le temps s'arrête. Photographies, 1980–2023), rétrospective réunissant plus de soixante œuvres du photographe canadien, offrant un parcours à travers les différents thèmes que l'artiste a privilégiés tout au long de quarante ans de carrière, musée d'art, d'architecture et de technologie (MAAT), Lisbonne, du 23 avril 2025 au 1er septembre 2025[13],[14].